# یواس‌اس تانیوا (اس‌پی-۱۲۹)
یواس‌اس تانیوا (اس‌پی-۱۲۹) (به انگلیسی: USS Taniwha (SP-129)) یک کشتی بود که طول آن ۱۱۲ فوت (۳۴ متر) بود. این کشتی در سال ۱۹۰۹ ساخته شد.